# Offensive Flămânda
 (signalé en mai 2025).
Si vous disposez d'ouvrages ou d'articles de référence ou si vous connaissez des sites web de qualité traitant du thème abordé ici, merci de compléter l'article en donnant les références utiles à sa vérifiabilité et en les liant à la section « Notes et références ».
- Archive Wikiwix
- Bing
- Cairn
- DuckDuckGo
- E. Universalis
- Gallica
- Google
- G. Books
- G. News
- G. Scholar
- Persée
- Qwant
- (zh) Baidu
- (ru) Yandex
- (wd) trouver des œuvres sur Wikidata

Première Guerre mondiale
Batailles
Front d'Europe de l’Est
- Stallupönen (08-1914)
- Gumbinnen (08-1914)
- Tannenberg (08-1914)
- Île d'Odensholm (08-1914)
- Lemberg (08-1914)
- Krasnik (08-1914)
- Komarów (08-1914)
- Lacs de Mazurie (I) (09-1914)
- Przemyśl (09-1914)
- Vistule (09-1914)
- Łódź (11-1914)
- Limanowa (12-1914)
- Bolimov (01-1915)
- Zwinin (02-1915)
- Lacs de Mazurie (II) (02-1915)
- Przasnysz (02-03-1915)
- Schaulen (04-07-1915)
- Gorlice-Tarnów (05-1915)
- Boug (06-08-1915)
- Narew (07-08-1915)
- Novogeorgievsk (08-1915)
- Varsovie (08-1915)
- Sventiany (09-1915)
- Lac Narotch (03-1916)
- Offensive Broussilov (06-1916)
- Offensive de Baranavitchy (07-1916)
- Turtucaia (09-1916)
- Offensive Flămânda (09-1916)
- Argeș (12-1916)
- Offensive Kerenski (07-1917)
- Bataille de Riga (09-1917)
- Opération Albion (09-10-1917)
- Mărășești (08-1917)
- Traité de Brest-Litovsk (03-1918)
- Traité de Brest-Litovsk (03-1918)
- Bakhmatch (03-1918)

Front d'Europe de l’Ouest
Front italien
Front des Balkans
Front du Moyen-Orient
Front africain
Bataille de l'Atlantique
L'offensive de Flămânda est une opération militaire roumaine lors de la Première Guerre mondiale.

## Objectif
L'armée roumaine après son entrée en guerre avait l'initiative avec l'attaque au nord vers la Transylvanie, fut bloquée par la Bataille de Turtucaia ; la nouvelle orientation proposée par Alexandre Averescu était de stopper l'offensive au nord pour se concentrer sur le péril qui s'approchait de la capitale Bucarest. Tel était l'objectif de l'offensive de Flămânda : reprendre l'initiative et défendre la capitale.

## Forces en présence

### Entente
Le groupe d'armées sud comprend :
- À l'ouest, la 3e armée roumaine :
  - 10e division d'infanterie,
  - 16e division d'infanterie,
  - 18e division d'infanterie,
  - 21e division d'infanterie,
  - 22e division d'infanterie,
  - 1re division de cavalerie ;

- À l'ouest, l'armée russe de Dobroudja (en) (plus tard 6e armée) commandée par Andreï Zaïontchkovski :
  - 2e division d'infanterie,
  - 5e division d'infanterie,
  - 9e division d'infanterie,
  - 12e division d'infanterie
  - 15e division d'infanterie,
  - 19e division d'infanterie
- Et le 47e Corps russe :
  - 61e division d'infanterie,
  - 115e division d'infanterie,
  - 3e division de cavalerie
- Ainsi qu'un aérodrome de campagne à Dadilov.

### Empires centraux
Le groupe d'armées von Mackensen, commandé par le feld-maréchal allemand August von Mackensen, comprend des unités allemandes du 52e corps (rebaptisé plus tard armée du Danube), du VIe corps ottoman et de la 3e armée bulgare (en) commandée par Stefan Toshev.

## Bataille
Elle avait effectué sur plusieurs axes le passage du Danube avec les soutiens des flottilles de Giurgiu à Oltenița pour établir une tête de pont ; une avance de l'armée russe pour se rejoindre à Kurtbunar (en) et ainsi prendre en tenaille les forces ennemies.
Le 29 septembre la bataille commença à Oltenița qui se situait 80 km à l'est de Flămânda et continua le 1er octobre par le franchissement du Danube à Flămânda et l'avancée du groupe russe à l'est. Donc les Roumains ont réussi à implanter une tête de pont de 4 km de large et d'une profondeur de 14 km ; l'avancée en Dobroudja ne fut pas supérieure à 8 km. Mais dans la nuit du 1er au 2, un orage violent détruisit les pontons de franchissement du fleuve et une contre-attaque contra le plan de Averesu.
De fortes pertes et une avancée sur le nord dans les Carpates obligèrent les Roumains à clore l'offensive et à se concentrer sur le front nord.

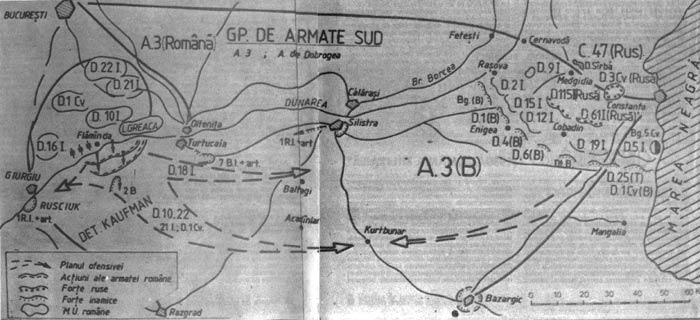
L'offensive allant de Giurgiu par Oltenița et visant Kurtbunar (cible des deux flèches en pointillés) ; avec les forces russes côté mer Noire.